# Zweikörperproblem in der Allgemeinen Relativitätstheorie
Das Zweikörperproblem der Allgemeinen Relativitätstheorie ist eine Verallgemeinerung des Zweikörperproblems der klassischen Mechanik und bezeichnet die Problemstellung, die Bahnen zweier Körper zu berechnen, die sich aufgrund von Gravitationseinflüssen relativ zueinander bewegen. Das Problem wird im Rahmen der Allgemeinen Relativitätstheorie untersucht und war essentiell bei dem ersten experimentellen Nachweis des Gravitationslinseneffekts (Sonnenfinsternis 1919) durch Arthur Eddington.
Zur Vereinfachung werden die beiden Körper als punktförmig angenommen, um unter anderem Gezeitenkraft vernachlässigen zu können.
Die Allgemeine Relativitätstheorie beschreibt das Gravitationsfeld durch gekrümmte Raumzeit. Die Feldgleichungen, die diese Krümmung bestimmen, sind nichtlinear und daher in geschlossener Form schwer zu lösen. Eine genaue Lösung für das Kepler-Problem wurde bisher nicht gefunden, die Schwarzschild-Lösung ist aber für viele Fälle eine gute Näherung.
Diese Lösung beschreibt das Zweikörperproblem gut, wenn die Masse {\displaystyle M} des einen Körpers deutlich größer ist als die Masse {\displaystyle m} des anderen. In diesem Fall kann die größere Masse als stationär und als alleiniger Beitrag zum Gravitationsfeld angenommen werden. Diese Näherung beschreibt bspw. die Bewegung eines Photons, das einen Stern passiert, sehr gut. Die Bewegung des leichteren Körpers kann dann aus der Schwarzschild-Lösung bestimmt werden, es ergibt sich eine Geodäte in einer gekrümmten Raumzeit. Solche geodätischen Lösungen erklären die anomale Präzession des Planeten Merkur, die ein wichtiger Beweis für die Allgemeine Relativitätstheorie ist. Sie beschreiben auch die Biegung von Licht in einem Gravitationsfeld, eine weitere Vorhersage, die bekanntermaßen als Evidenz für die Allgemeine Relativitätstheorie dient.
Wenn angenommen wird, dass beide Massen wie bei Doppelsternen zum Gravitationsfeld beitragen, kann das Kepler-Problem nur annähernd gelöst werden. Die früheste zu entwickelnde Approximationsmethode war die postnewtonsche Expansion, eine iterative Methode, bei der eine anfängliche Lösung schrittweise korrigiert wird. In jüngerer Zeit ist es möglich geworden, Einsteins Feldgleichung mit einem Computer zu lösen (numerische Relativität). Wenn sich die beiden Körper umkreisen, emittieren sie Gravitationsstrahlung. Dies führt dazu, dass sie allmählich Energie und Drehimpuls verlieren, wie der binäre Pulsar PSR B1913+16 zeigt.
Für binäre Schwarze Löcher wurde nach vier Jahrzehnten der Forschung im Jahr 2005 eine numerische Lösung des Zweikörperproblems gefunden.

## Historische Einordnung
Lange Zeit galt Newtons Entdeckung der Gravitation als vollständig beschrieben. Mit seiner Theorie konnten zahlreiche Himmelsvorgänge sehr genau berechnet und vorhergesagt werden. Dass dieses Gesetz nicht vollständig ist, wurde erst im späten 19. Jahrhundert entdeckt. Die bisher aktuellste und genauste gut bestätigte Gravitationstheorie ist Einsteins Allgemeine Relativitätstheorie, die er im Jahr 1915 veröffentlicht hat.

### Die Keplerschen Gesetze

Die Abbildung zeigt die Bewegung eines Planeten auf einer elliptischen Bahn um die Sonne in einem der Brennpunkte der Ellipse nach dem ersten Keplerschen Gesetz

Die erste Quantifizierung von Bewegungen am Himmel gelang dem Physiker Johannes Kepler im frühen 17. Jahrhundert durch die Formulierung seiner drei Keplerschen Gesetze. Durch zahlreiche Beobachtungen gelang es Kepler, drei Gesetzmäßigkeiten abzuleiten. Diese drei Gesetze lauten in Wortform wie folgt:
1. Die Umlaufbahn jedes Planeten um die Sonne ist eine Ellipse mit der Sonne in einem der beiden Brennpunkte.
2. Ein von der Sonne zum Planeten gezogener Fahrstrahl überstreicht in gleichen Zeiten gleich große Flächen.
3. Die Quadrate der Umlaufzeiten zweier Planeten verhalten sich wie die Kuben der großen Halbachsen ihrer Bahnellipsen.

Die Keplerschen Gesetze werden bis heute für einfache Probleme in der Astronomie verwendet, da sie für relativ zur Sonnenmasse kleine Planetenmassen und im Vergleich zur Lichtgeschwindigkeit kleine Geschwindigkeiten ziemlich genaue Ergebnisse liefern. Die Keplerschen Gesetze gelten auch als einer der Ausgangspunkte des klassischen Zweikörperproblems.

### Das klassische Zweikörperproblem

Das klassische Zweikörperproblem:
Zwei Körper bewegen sich bei geeigneten Startbedingungen auf Kreisbahnen umeinander

Beim Keplerproblem sind die Bahnkurven der beiden Körper Ellipsen mit gleicher Apsidenlinie, gleicher Exzentrizität und gleicher Umlaufzeit um ihr als feststehend betrachtetes Baryzentrum (+)

Dem britischen Physiker Sir Isaak Newton gelang es im Jahre 1684 erstmals, die Gravitation zu quantifizieren. Seine Ergebnisse veröffentlichte er erstmals in großer Auflage in seiner Philosophiae Naturalis Principia Mathematica im Jahr 1687. Mit diesem Werk legte er aus heutiger Sicht den Grundstein für die Entwicklung einer konsistenten Gravitationstheorie.
Das Zweikörperproblem, das auf dem Newtonschen Gravitationsgesetz beruht, ist besonders in der Astronomie von herausragender Bedeutung, da es mit sehr großer Genauigkeit die Umlaufbahnen zweier Planeten (oder ähnlicher Objekte) beschreiben kann. Seine Lösung ist mathematisch etwas aufwendig, weshalb hier nur der Lösungsweg skizziert wird.
Durch Addition der Newtonschen Bewegungsgleichungen der zwei Teilchen
{\displaystyle {\vec {F}}_{12}=m_{1}{\ddot {\vec {r}}}_{1}\quad {\text{und}}\quad {\vec {F}}_{21}=m_{2}{\ddot {\vec {r}}}_{2}}
erhalten wir nach dem Wechselwirkungsprinzip (actio = reactio)
{\displaystyle m_{1}{\ddot {\vec {r}}}_{1}+m_{2}{\ddot {\vec {r}}}_{2}={\vec {F}}_{12}+{\vec {F}}_{21}=0.}
Nach Einführung von Schwerpunktkoordinaten ergibt sich wegen {\displaystyle m_{1}{\ddot {\vec {r}}}_{1}+m_{2}{\ddot {\vec {r}}}_{2}=(m_{1}+m_{2}){\ddot {\vec {R}}}} mit
{\displaystyle {\ddot {\vec {R}}}={\frac {m_{1}{\ddot {\vec {r}}}_{1}+m_{2}{\ddot {\vec {r}}}_{2}}{m_{1}+m_{2}}}=0}
eine Trägheitsbewegung für den Schwerpunkt des Zweikörpersystems: Er bewegt sich geradlinig gleichförmig, sein Ruhsystem ist ein Inertialsystem. Die Bewegung der einzelnen Massenpunkte lässt sich durch Übergang zu diesem sogenannten Schwerpunktsystem auf ein Einkörperproblem zurückführen:
Aus der Differentialgleichung
{\displaystyle \mu \cdot {\ddot {\vec {r}}}(t)={\vec {F}}({\vec {r}}(t))}
mit der reduzierten Masse {\displaystyle \mu :=(m_{1}\cdot m_{2})/(m_{1}+m_{2})} erhalten wir den Verbindungsvektor {\displaystyle {\vec {r}}(t):={\vec {r}}_{1}-{\vec {r}}_{2}}, woraus sich dann insgesamt
{\displaystyle {\vec {r}}_{1}(t)={\vec {R}}(t)+{\frac {m_{2}}{m_{1}+m_{2}}}{\vec {r}}(t)}
{\displaystyle {\vec {r}}_{2}(t)={\vec {R}}(t)-{\frac {m_{1}}{m_{1}+m_{2}}}{\vec {r}}(t)}
für die Bewegung der beiden Massenpunkte ergibt.

### Periheldrehung des Merkurs
Die ersten Zweifel an Newtons Gravitationsgesetz trat mit der Entdeckung der Periheldrehung des Merkurs auf.
Im Jahr 1859 entdeckte Urbain Le Verrier, dass die Umlaufbahn des Planeten Merkur von der prognostizierten Bahn der klassischen Mechanik abwich. Die Ellipse ihrer Umlaufbahn drehte sich etwas schneller als erwartet, obwohl alle Effekte der anderen Planeten berücksichtigt worden waren. Der Effekt ist gering (ungefähr 43 Bogensekunden pro Jahrhundert), liegt jedoch deutlich über dem Messfehler (ungefähr 0,1 Bogensekunden pro Jahrhundert).
Le Verrier erkannte schnell die Bedeutung seiner Entdeckung und begann nach Gründen für diesen Effekt zu suchen. Im Rahmen dieser Diskussion wurden zahlreiche Vermutungen angestellt: Durch Berücksichtigung von interplanetarischem Staub, einer unbeobachteten Vergänglichkeit der Sonne oder der Existenz eines neuen Planeten namens Vulkan könne diese Periheldrehung mit der klassischen Mechanik erklärt werden. Diese Erklärungen konnten das Phänomen jedoch nicht zufriedenstellend erklären, weshalb radikalere Hypothesen aufgestellt wurden. Eine Hypothese war, dass Newtons {\displaystyle {\tfrac {1}{r^{2}}}}-Gesetz der Gravitation falsch war. Einige Physiker schlugen zum Beispiel ein Potenzgesetz mit einem Exponenten vor, der sich geringfügig von 2 unterschied.
Eine eindeutige und befriedigende Antwort wurde erst im Rahmen von Einsteins Allgemeiner Relativitätstheorie gegeben.

### Die Allgemeine Relativitätstheorie

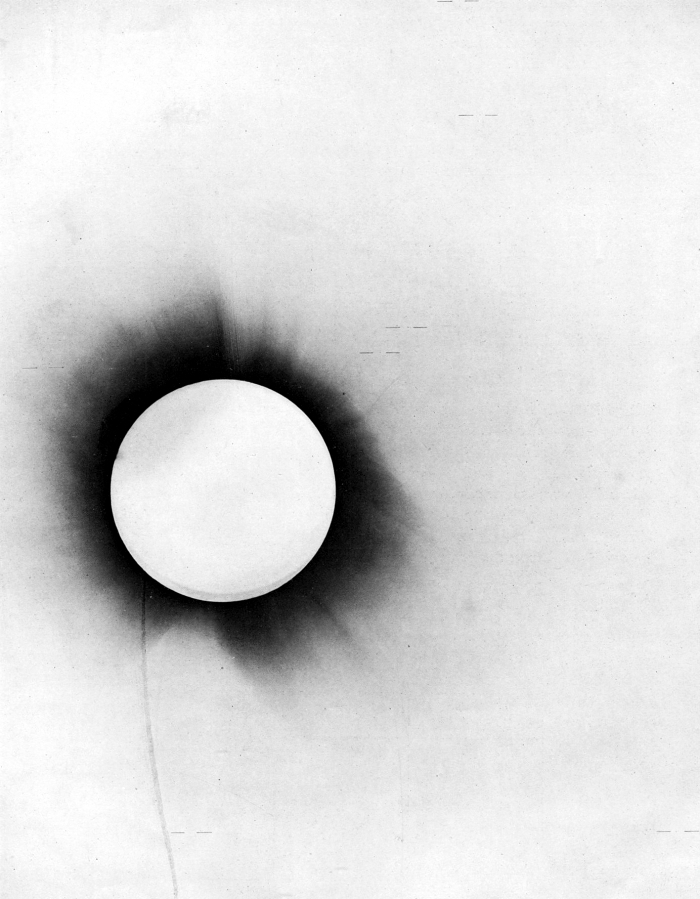
Die Messungen von Eddington bei einer Sonnenfinsternis im Jahr 1919 bestätigten den von Einstein postulierten Effekt der Krümmung von Lichtstrahlen und führte somit zur weltweiten Akzeptanz der Theorie

Zahlreiche Arbeiten aus dem Zeitraum 1904–1905 – u. a. Werke von Hendrik Lorentz, Henri Poincaré und schließlich Albert Einstein – schließen die Bewegung mit einer Geschwindigkeit über der des Lichtes aus. Daraus folgt, dass Newtons Gravitationsgesetz ergänzt werden muss, das – nach Einsteins Überlegungen – mit dem Relativitätsprinzip vereinbar sein muss und dennoch das Newtonsche Gravitationsgesetz für vernachlässigbare relativistische Effekte reproduziert. Solche Versuche unternahmen Henri Poincaré (1905), Hermann Minkowski (1907) und Arnold Sommerfeld (1910).
1907 kam Einstein zu dem Schluss, dass dazu seine Speziellen Relativitätstheorie erweitert werden müsse. Von 1907 bis 1915 arbeitete Einstein an einer neuen Theorie, wobei er sein Äquivalenzprinzip als Schlüsselbegriff verwendete. Das Äquivalenzprinzip besagt, dass ein gleichmäßiges Gravitationsfeld gleichermaßen auf alles in ihm wirkt und daher von einem frei fallenden Beobachter nicht unterschieden werden kann. Umgekehrt sollten alle lokalen Gravitationseffekte in einem linear beschleunigenden Bezugssystem reproduzierbar sein und umgekehrt.
Die Schwerkraft wirkt also wie eine Scheinkraft (wie die Zentrifugalkraft oder die Corioliskraft, die ausschließlich in beschleunigten Bezugssystemen auftreten). Alle Scheinkräfte sind proportional zur Trägheitsmasse, genau wie die Schwerkraft. Um die Vereinheitlichung von Schwerkraft und Spezieller Relativitätstheorie zu bewirken und das Äquivalenzprinzip zu berücksichtigen, muss die klassische Annahme, dass unser Raum den Gesetzen der euklidischen Geometrie gehorcht, aufgegeben werden.
Einstein verwendete eine allgemeinere Geometrie, die pseudo-Riemannsche Differentialgeometrie, um die notwendige Krümmung von Raum und Zeit zu berücksichtigen. Nach achtjähriger Arbeit (1907–1915) gelang es ihm, einen Zusammenhang zwischen Krümmung und Massenverteilung herzustellen, der die Gravitation erklären konnte. Die ersten Lösungen seiner Feldgleichungen lieferten die ungeklärte Präzession von Merkur und sagten eine Biegung des Lichts bei Anwesenheit von großen Massen voraus. Dieser Gravitationslinseneffekt wurde nach Veröffentlichung seiner Theorie bestätigt. Die Lösungen dieser Feldgleichungen und die mathematischen Grundlagen werden nachfolgend erläutert.

## Mathematische Grundlagen der Allgemeinen Relativitätstheorie
In einem flachen Raum gilt der bekannte Satz des Pythagoras
{\displaystyle \mathrm {d} s^{2}=\mathrm {d} x^{2}+\mathrm {d} y^{2}+\mathrm {d} z^{2},}
wobei {\displaystyle \mathrm {d} x}, {\displaystyle \mathrm {d} y} und {\displaystyle \mathrm {d} z} die infinitesimalen Änderungen zwischen den {\displaystyle x}-, {\displaystyle y}- und {\displaystyle z}-Koordinaten zweier Punkte in einem kartesischen Koordinatensystem  bezeichnen. In einem gekrümmten Raum ist die Metrik durch
{\displaystyle \mathrm {d} s^{2}=F(x,y,z)\ \mathrm {d} x^{2}+G(x,y,z)\ \mathrm {d} y^{2}+H(x,y,z)\ \mathrm {d} z^{2}}
gegeben, wobei {\displaystyle F,G,H} beliebige Funktionen des Ortes sind. Eine solche gekrümmte Metrik stellt bspw. die Erde dar. In Kugelkoordinaten {\displaystyle (r,\theta ,\varphi )} lässt sich eine solche Metrik durch
{\displaystyle \mathrm {d} s^{2}=\mathrm {d} r^{2}+r^{2}\mathrm {d} \theta ^{2}+r^{2}\sin ^{2}\theta \ \mathrm {d} \varphi ^{2}}
beschreiben. In der Speziellen Relativitätstheorie (SRT) ist die Metrik in kartesischen Koordinaten durch
{\displaystyle c^{2}\mathrm {d} \tau ^{2}=c^{2}\mathrm {d} t^{2}-\mathrm {d} x^{2}-\mathrm {d} y^{2}-\mathrm {d} z^{2},}
definiert, wobei die Invariante {\displaystyle \tau } „Eigenzeit“ genannt wird. In Kugelkoordinaten lässt sich diese Metrik wie folgt notieren:
{\displaystyle c^{2}\mathrm {d} \tau ^{2}=c^{2}\mathrm {d} t^{2}-\mathrm {d} r^{2}-r^{2}\mathrm {d} \theta ^{2}-r^{2}\sin ^{2}\theta \ \mathrm {d} \varphi ^{2}}
In der Allgemeinen Relativitätstheorie (ART) sind nun aber sowohl Zeit als auch Raum beliebig gekrümmt – weshalb wir den Abstand zweier Punkte allgemeiner formulieren müssen:
{\displaystyle \mathrm {d} s^{2}=c^{2}\mathrm {d} \tau ^{2}=g_{\mu \nu }\mathrm {d} x^{\mu }\mathrm {d} x^{\nu }}
Hierbei bezeichnet {\displaystyle g_{\mu \nu }} den Metriktensor der Raumzeit. Der Metriktensor {\displaystyle g_{\mu \nu }} geht in der SRT in den Minkowski-Tensor {\displaystyle \eta _{\mu \nu }=\operatorname {diag} (1,-1,-1,-1)} über.
Die Bewegungsgleichungen der ART stellen einen Zusammenhang zwischen der Krümmung eines Raumes und der Massenverteilung her. Aus diesen Feldgleichungen lassen sich Bewegungsgleichungen ableiten, die wir für unser Zweikörperproblem brauchen werden.

### Die Geodätengleichung
Nach der Allgemeinen Relativitätstheorie bewegen sich kräftefreie Teilchen in der Raumzeit auf Geodäten, also den kürzestmöglichen Verbindungen zwischen zwei Punkten. Für nichtgekrümmte Räume sind dies Geraden. Die Geodätengleichung lautet:
{\displaystyle {\frac {\mathrm {d} ^{2}x^{\mu }}{\mathrm {d} q^{2}}}+\Gamma _{\nu \lambda }^{\mu }{\frac {\mathrm {d} x^{\nu }}{\mathrm {d} q}}{\frac {\mathrm {d} x^{\lambda }}{\mathrm {d} q}}=0}
Hierbei ist {\displaystyle \Gamma _{\nu \lambda }^{\mu }} ein Christoffelsymbol zweiter Art mit
{\displaystyle \Gamma _{\nu \lambda }^{\mu }={\frac {1}{2}}g^{\mu \kappa }(\partial _{\nu }g_{\lambda \kappa }+\partial _{\lambda }g_{\nu \kappa }-\partial _{\kappa }g_{\nu \lambda }).}
Die Geodätengleichung ist neben den Feldgleichungen die wichtigste Gleichung zur Bestimmung von Umlaufbahnen unter Berücksichtigung von relativistischen Effekten. Die Geodätengleichung kann als Extremalproblem interpretiert werden: Ein Objekt bewegt sich immer auf der kürzesten Verbindung zwischen zwei Punkten. In flacher Raumzeit bewegen sich Objekte daher auf Geraden, in einer gekrümmten Raumzeit hingegen i. A. nicht.

## Die Schwarzschildlösung

Vergleich zwischen der Trajektorie eines Testteilchens in der Newtonschen Raumzeit und der Schwarzschild-Raumzeit in einem starken Gravitationsfeld (r0 = 10 rs = 20GM/c²). Die Anfangsgeschwindigkeit liegt für beide Objekte bei 126 % der Kreisbahngeschwindigkeit, φ0 ist der Startwinkel. Da die Metrik rotationssymmetrisch ist, kann das Bezugssystem so gedreht werden, dass φ konstant ist und die Bewegung in der r-θ-Ebene stattfindet (oder vice versa).

Eine exakte Lösung der einsteinschen Feldgleichungen stellt die Schwarzschild-Metrik dar. Diese Metrik basiert auf dem Gravitationsfeld eines stationären, ungeladenen und nichtrotierenenden Körpers der Masse {\displaystyle M}. Diese Lösung ist durch die Länge {\displaystyle r_{\mathrm {s} }} charakterisiert, den sogenannten Schwarzschild-Radius:
{\displaystyle r_{\mathrm {s} }={\frac {2GM}{c^{2}}}}
Die Schwarzschild-Metrik stellt also einen Spezialfall des Zweikörperproblems dar, bei dem die Masse {\displaystyle M} ruht und sich ein zweiter Körper der Masse {\displaystyle m} um ihn herum bewegt.
Das Linienelement der Schwarzschildlösung ist
{\displaystyle \mathrm {d} s^{2}=g_{\mu \nu }\mathrm {d} x^{\mu }\mathrm {d} x^{\nu }=-c^{2}\left(1-{\frac {r_{\mathrm {s} }}{r}}\right)\ \mathrm {d} t^{2}+{\frac {1}{1-{\frac {r_{\mathrm {s} }}{r}}}}\mathrm {d} r^{2}+r^{2}\mathrm {d} \theta ^{2}+r^{2}\sin ^{2}(\theta )\ \mathrm {d} \phi ^{2},}
woraus der Metriktensor zu
{\displaystyle g_{\mu \nu }=\operatorname {diag} \left(-\left(1-{\frac {r_{\mathrm {s} }}{r}}\right),{\frac {1}{1-{\frac {r_{\mathrm {s} }}{r}}}},r^{2},r^{2}\sin ^{2}\theta \right)}
abgelesen werden kann.

### Umlaufbahnen um eine Zentralmasse
Die Umlaufbahnen einer Testmasse {\displaystyle m} um eine unendlich große Zentralmasse kann durch die Bewegungsgleichung
{\displaystyle \left({\frac {\mathrm {d} r}{\mathrm {d} \tau }}\right)^{2}={\frac {E^{2}}{m^{2}c^{2}}}-\left(1-{\frac {r_{\mathrm {s} }}{r}}\right)\left(c^{2}+{\frac {h^{2}}{r^{2}}}\right)}
beschrieben werden, wobei {\displaystyle h:=r\times v=L/\mu } mit der reduzierten Masse {\displaystyle \mu \approx m} den spezifischen Drehimpuls bezeichne. Umformen nach der Umlaufbahn liefert die Gleichung
{\displaystyle \left({\frac {\mathrm {d} r}{\mathrm {d} \varphi }}\right)^{2}={\frac {r^{4}}{b^{2}}}-\left(1-{\frac {r_{\mathrm {s} }}{r}}\right)\left({\frac {r^{4}}{a^{2}}}+r^{2}\right)}.
Zur Vereinfachung wurden in diesem Schritt die Abkürzungen {\displaystyle a:=h/c} und {\displaystyle b:=Lc/E} eingeführt. Beide Variablen sind Erhaltungsgrößen und hängen von den Anfangswerten des Orts und der Geschwindigkeit des Testpartikels ab. Daher lässt sich die allgemeine Lösung der Bewegungsgleichung wie folgt notieren:
{\displaystyle \varphi =\int {\frac {1}{r^{2}}}\left[{\frac {1}{b^{2}}}-\left(1-{\frac {r_{\mathrm {s} }}{r}}\right)\left({\frac {1}{a^{2}}}+{\frac {1}{r^{2}}}\right)\right]^{-{\frac {1}{2}}}\mathrm {d} r}

### Effektives Potential der Schwarzschildmetrik
Die obige Bewegungsgleichung
{\displaystyle \left({\frac {\mathrm {d} r}{\mathrm {d} \tau }}\right)^{2}={\frac {E^{2}}{m^{2}c^{2}}}-c^{2}+{\frac {r_{\mathrm {s} }c^{2}}{r}}-{\frac {h^{2}}{r^{2}}}+{\frac {r_{\mathrm {s} }h^{2}}{r^{3}}}}
kann mit dem Schwarzschildradius {\displaystyle r_{\mathrm {s} }} wie folgt notiert werden:
{\displaystyle {\frac {1}{2}}m\left({\frac {\mathrm {d} r}{\mathrm {d} \tau }}\right)^{2}=\left({\frac {E^{2}}{2mc^{2}}}-{\frac {1}{2}}mc^{2}\right)+{\frac {GMm}{r}}-{\frac {L^{2}}{2\mu r^{2}}}+{\frac {G(M+m)L^{2}}{c^{2}\mu r^{3}}}}
Diese Gleichung ist äquivalent zu der Bewegung eines Testteilchens in einem eindimensionalen effektiven Potential:
{\displaystyle V(r)=-{\frac {GMm}{r}}+{\frac {L^{2}}{2\mu r^{2}}}-{\frac {G(M+m)L^{2}}{c^{2}\mu r^{3}}}}
Die ersten beiden Terme sind aus der klassischen Mechanik bekannt: Der erste Term ist die potentielle Energie des Newtonschen Gravitationsfeldes und der zweite Term ist äquivalent zu der potentiellen Energie der Drehung. Der dritte Term tritt allerdings nur in der Allgemeinen Relativitätstheorie auf. Dieser Term sorgt dafür, dass sich eine elliptische Umlaufbahnen allmählich um einen Winkel {\displaystyle \delta \phi } pro Umdrehung fortbewegt:
{\displaystyle \delta \phi \approx {\frac {6\pi G(M+m)}{c^{2}A\left(1-e^{2}\right)}}}
Hierbei bezeichnet {\displaystyle A} die große Halbachse und {\displaystyle e} die Exzentrizität. Achtung: {\displaystyle \delta \phi } steht hier nicht für die Änderung in der {\displaystyle \varphi }-Koordinate der Raumzeitkoordinaten {\displaystyle (t,r,\theta ,\varphi )}, sondern für die Änderung des Arguments {\displaystyle \phi } der Periapsis der klassische Keplerbahn.
Der dritte Energieterm ist anziehend und dominiert bei kleinen Radien, was einen kritischen Innenradius ergibt, ab dem ein Testteilchen unaufhaltsam ins Innere gezogen wird, bis zur Koordinatensingularität {\displaystyle r=0}. Dieser innere Radius ist eine Funktion des Drehimpulses des Teilchens pro Masseneinheit.

### Kreisförmige Umlaufbahnen und ihre Stabilität

Die Abbildung zeigt das effektive radiale Potential für verschiedene Drehimpulse. Bei kleinen Radien fällt die Energie steil ab, wodurch das Teilchen unaufhaltsam nach innen auf gezogen wird. Wenn jedoch der normalisierte Drehimpuls gleich ist (blaue Kurve), ist eine metastabile Kreisbahn möglich. Dieser Radius ist grün gekennzeichnet. Bei höheren Drehimpulsen gibt es eine signifikante Zentrifugalbarriere (gelbe Kurve) und einen instabilen Innenradius, der rot hervorgehoben ist.

Die stabilen und instabilen Radien sind gegen den Drehimpuls in blau bzw. rot aufgetragen. Diese Kurven treffen sich auf einer metastabilen Kreisbahn (grüner Kreis), wenn der normierte Drehimpuls gleich ist. Zum Vergleich ist der klassische Radius, der aus der Zentripetalbeschleunigung und dem Newtonschen Gravitationsgesetz vorhergesagt wird, schwarz dargestellt.

Mit der Länge {\displaystyle a={\tfrac {h}{c}}} lässt sich das effektive Potential der Schwarzschildmetrik wie folgt schreiben:
{\displaystyle V(r)={\frac {mc^{2}}{2}}\left(-{\frac {r_{\mathrm {s} }}{r}}+{\frac {a^{2}}{r^{2}}}-{\frac {r_{\mathrm {s} }a^{2}}{r^{3}}}\right)}
Kreisbahnen sind genau dann möglich, wenn die effektive Kraft verschwindet. Die Kraft ist bekanntlich die negative Ableitung des Potentials:
{\displaystyle F=-{\frac {\mathrm {d} V}{\mathrm {d} r}}=-{\frac {mc^{2}}{2r^{4}}}\left(r_{\mathrm {s} }r^{2}-2a^{2}r+3r_{\mathrm {s} }a^{2}\right)=0}
Es gibt zwei Radien, für die diese Gleichung gilt. Wir nennen diese beiden Radien {\displaystyle r_{\text{innen}}} und {\displaystyle r_{\text{außen}}}:
{\displaystyle {\begin{aligned}r_{\text{außen}}&={\frac {a^{2}}{r_{\mathrm {s} }}}\left(1+{\sqrt {1-{\frac {3r_{\mathrm {s} }^{2}}{a^{2}}}}}\right)\\r_{\text{innen}}&={\frac {a^{2}}{r_{\mathrm {s} }}}\left(1-{\sqrt {1-{\frac {3r_{\mathrm {s} }^{2}}{a^{2}}}}}\right)={\frac {3a^{2}}{r_{\text{außen}}}},\end{aligned}}}
die sich durch quadratische Ergänzung aus der Kraftgleichung ergeben. Der innere Radius beschreibt eine instabile Bahn, da die dritte anziehende Kraft schneller stärker wird als die beiden andern Kräfte, wenn {\displaystyle r} kleiner wird. Denn falls das Teilchen leicht von seiner Bahn abkommt, wird es von der dritten Kraft zu {\displaystyle r\to 0} gezogen. Der äußere Radius {\displaystyle r_{\text{außen}}} beschreibt hingegen stabile Umlaufbahnen, da der dritte Kraftterm nur für kleine Radien dominiert, und das System verhält sich ähnlich zum nichtrelativistischen Zweikörperproblem.
Wenn {\displaystyle a\gg r_{\mathrm {s} }} ist, dann gehen die beiden Radien in die klassischen Formeln über:
{\displaystyle {\begin{aligned}r_{\text{außen}}&\approx {\frac {2a^{2}}{r_{\mathrm {s} }}}\\r_{\text{innen}}&\approx {\frac {3}{2}}r_{\mathrm {s} }\end{aligned}}}
Einsetzen der Definitionen von {\displaystyle a} und {\displaystyle r_{\mathrm {s} }} in {\displaystyle r_{\text{außen}}} liefert die klassische Formel für eine Masse {\displaystyle m}, die einen Körper der Masse {\displaystyle M} umkreist. Die Gleichung
{\displaystyle r_{\text{außen}}^{3}={\frac {G(M+m)}{\omega _{\varphi }^{2}}}}
mit der Winkelgeschwindigkeit {\displaystyle \omega _{\varphi }} ergibt sich in der Newtonschen Mechanik durch Gleichsetzen der Zentrifugalkraft mit der Gravitationskraft:
{\displaystyle {\frac {GMm}{r^{2}}}=\mu \omega _{\varphi }^{2}r}
Dabei ist {\displaystyle \mu } die reduzierte Masse. Für die klassische Winkelgeschwindigkeit gilt damit:
{\displaystyle \omega _{\varphi }^{2}\approx {\frac {GM}{r_{\text{außen}}^{3}}}={\frac {r_{\mathrm {s} }c^{2}}{2r_{\text{außen}}^{3}}}={\frac {r_{\mathrm {s} }c^{2}}{2}}\cdot {\frac {r_{\mathrm {s} }^{3}}{8a^{6}}}={\frac {c^{2}r_{\mathrm {s} }^{4}}{16a^{6}}}}
Wenn sich hingegen {\displaystyle a^{2}} und {\displaystyle r^{3}} gleichen, gehen die beiden Radien ineinander über:
{\displaystyle r_{\text{außen}}\approx r_{\text{innen}}\approx 3r_{\mathrm {s} }}
Für masselose Teilchen (z. B. Photonen) gilt {\displaystyle a\to \infty }, was eine Bahn bei {\textstyle r_{\text{innen}}={\frac {3}{2}}r_{\mathrm {s} }} impliziert. Diese Bahn ist im Englischen als photon sphere bekannt, als die Bahn, ab der Photonen durch die Gravitation auf Kreisbahnen gezwungen werden.

### Präzession von elliptischen Bahnen

Beim klassischen Zweikörperproblem folgt ein Teilchen immer derselben perfekten Ellipse (rot). Nach der Allgemeinen Relativitätstheorie gibt es eine dritte anziehende Kraft, durch die das Teilchen insgesamt etwas stärker als durch die Newtonsche Gravitationskraft angezogen wird, besonders bei starken Radien. Durch diese Kraft unterliegt das Teilchen einer Präzession in Richtung seiner Rotation. Der gelbe Punkt sei hierbei das Zentrum der Anziehungskraft (bspw. Sonne).

Die Präzession der Bahn kann mit dem effektiven radialen Potential hergeleitet werden. Eine kleine radiale Abweichung von einer Kreisbahn des Radius {\displaystyle r_{\text{außen}}} schwingt stabil mit der Winkelgeschwindigkeit
{\displaystyle \omega _{r}^{2}={\frac {1}{m}}\left[{\frac {\mathrm {d} ^{2}V}{\mathrm {d} r^{2}}}\right]_{r=r_{\text{außen}}}}
{\displaystyle \omega _{r}^{2}={\frac {c^{2}r_{\mathrm {s} }}{2r_{\text{außen}}^{4}}}\cdot \left(r_{\text{außen}}-r_{\text{innen}}\right)=\omega _{\varphi }^{2}{\sqrt {1-{\frac {3r_{\mathrm {s} }^{2}}{a^{2}}}}}.}
Radizieren auf beiden Seiten und Expansion durch den binomische Lehrsatz ergibt
{\displaystyle \omega _{r}=\omega _{\varphi }\left(1-{\frac {3r_{\mathrm {s} }^{2}}{4a^{2}}}+\dotsb \right).}
Multiplikation mit der Umlaufzeit {\displaystyle T} einer Umdrehung ergibt die Präzession der Umlaufbahn pro Umdrehung
{\displaystyle \delta \varphi =T\left(\omega _{\varphi }-\omega _{r}\right)\approx 2\pi \cdot {\frac {3r_{\mathrm {s} }^{2}}{4a^{2}}}={\frac {3\pi m^{2}c^{2}}{2L^{2}}}r_{\mathrm {s} }^{2},}
wobei wir {\displaystyle \omega _{\phi }T=2\pi } und die Definition der Längenskala {\displaystyle a} ausgenutzt haben.
Einsetzen der Definition des Schwarzschildradius {\displaystyle r_{\mathrm {s} }={\frac {2GM}{c^{2}}}} liefert
{\displaystyle \delta \varphi \approx {\frac {3\pi m^{2}c^{2}}{2L^{2}}}\cdot {\frac {4G^{2}M^{2}}{c^{4}}}={\frac {6\pi G^{2}M^{2}m^{2}}{c^{2}L^{2}}}.}
Der Term kann durch Einführung der großen Halbachse {\displaystyle A} und der Exzentrizität {\displaystyle e}, die durch
{\displaystyle {\frac {h^{2}}{G(M+m)}}=A\left(1-e^{2}\right)}
zusammenhängen, auf den Präzessionswinkel
{\displaystyle \delta \varphi \approx {\frac {6\pi G(M+m)}{c^{2}A\left(1-e^{2}\right)}}}
führen. Da die geschlossene klassische Umlaufbahn im Allgemeinen eine Ellipse ist, ist die Größe {\displaystyle A(1-e^{2})} das semi-latus rectum (der Halbparameter) der Ellipse.
Daher lautet die endgültige Formel der Apsidenwinkelpräzession für eine vollständige Umdrehung:
{\displaystyle \delta \varphi \approx {\frac {6\pi G(M+m)}{c^{2}l}}}

## Post-Newtonsche Erweiterungen

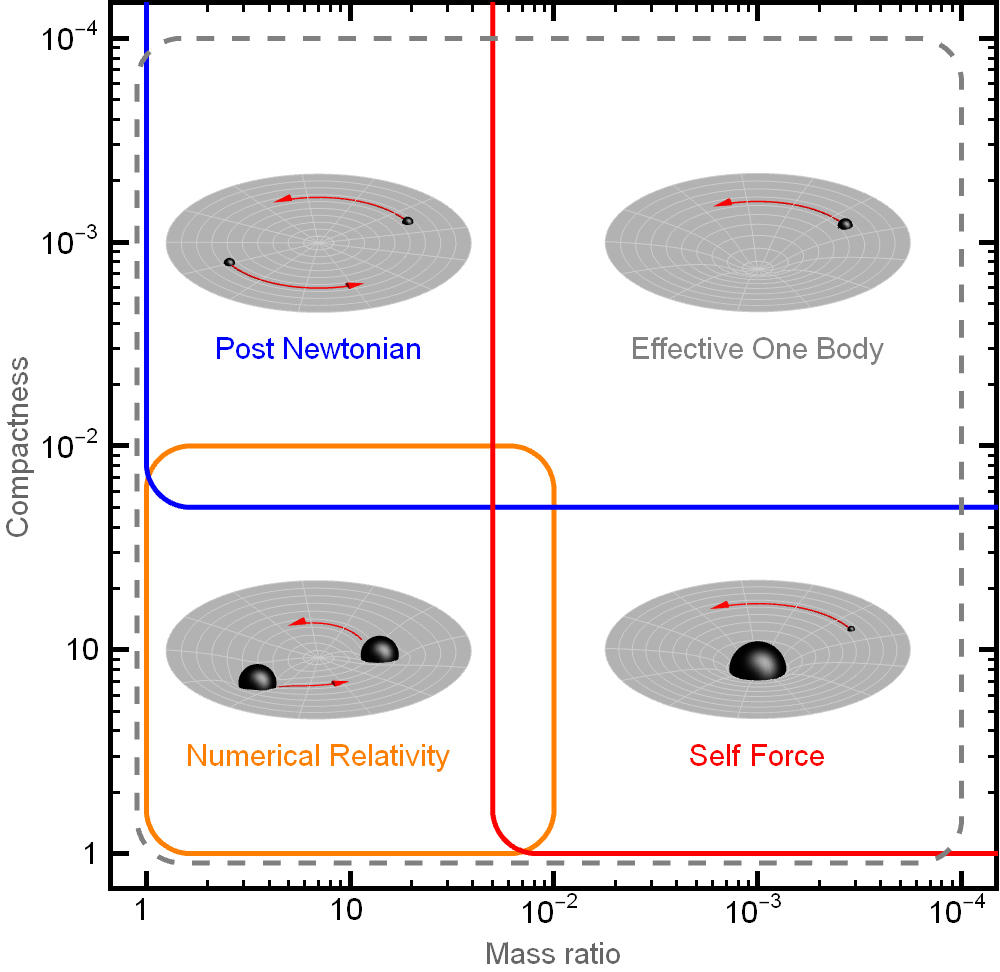
Übersicht über verschiedene Parameter bei verschiedenen Näherungen

### Post-Newtonsche Näherung
Für die Schwarzschildlösung der einsteinschen Feldgleichungen ist die Annahme notwendig, dass die größere Masse {\displaystyle M} stationär ruht und alleine die Stärke des Gravitationsfelds charakterisiert (bspw. die Raumzeitkrümmung). Denn dann kann die Bewegung der kleineren Masse {\displaystyle m} mit Hilfe der Geodätengleichung berechnet werden. Für Photonen und den Orbit des Planeten Merkurs um die Sonne ist dies eine sinnvolle Annahme, da der Merkur etwa sechs Millionen Mal leichter ist als die Sonne. Für andere astronomische Prozesse, wie beispielsweise das Umkreisen zweier Schwarzer Löcher ist diese Annahme nicht sinnvoll.
Für diesen Fall existieren keine geschlossenen Lösungen, weshalb wir auf numerische Verfahren zur Lösung der Feldgleichungen angewiesen sind. Eine dieser Näherungen ist die Post-Newtonsche Näherung. Diese numerische Methode basiert auf gegebenen Anfangslösungen für die Bewegung eines Teilchens und wird für die Berechnung von Gravitationsfeldern verwendet. Mit diesem berechneten Gravitationsfeld können erneut Teilchenbewegungen berechnet werden, aus denen wieder genauere Felder bestimmt werden können. Diesen Ansatz nennen wir Post-Newtonsche Näherung, da oft die Newtonschen Lösungen für die Bahn der Teilchen als Startlösung verwendet wird.

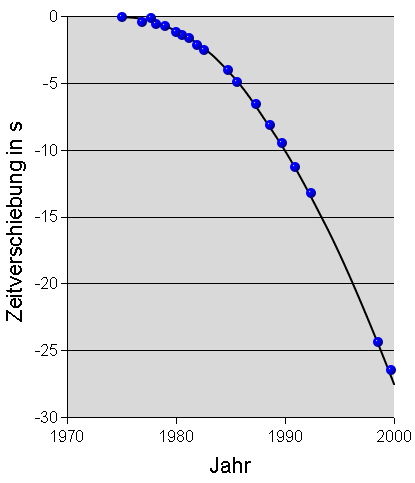
Die experimentell beobachte Abnahme der Umlaufzeit des binären Pulsars PSR B1913+16 (blaue Messpunkte) stimmen mit den Vorhersagen der Allgemeinen Relativitätstheorie (schwarze Kurve) fast perfekt überein

Wenn wir diese Methode auf das Zweikörperproblem anwenden, ohne die Massen der Körper zu beschränken, ist das Ergebnis recht simpel. In erster Näherung erhalten wir, dass die Bewegung der zwei Teilchen äquivalent zu der Bewegung eines infinitesimalen Teilchens im Gravitationsfeld der gemeinsamen Masse ist. Für diesen Fall können wir also weiterhin die Schwarzschild-Lösung verwenden, indem wir die felderzeugende Masse {\displaystyle M} durch die Gesamtmasse {\displaystyle M+m} ersetzen.

### Computersimulationen
Die einsteinschen Feldgleichungen können heutzutage mittels komplexer numerischer Methoden gelöst werden. Mit genügend Rechenleistung sind diese Lösungen genauer als die, die mit herkömmlichen Lösungen gefunden wurden. Diese Simulationen sind sehr rechenlastig und erfordern enorme Rechenressourcen.
Trotz dieser Probleme war es ab den späten 1990er Jahren möglich, komplizierte Probleme mit Computerhilfe zu simulieren. So wurde beispielsweise erstmals die Verschmelzung zweier Schwarzer Löcher am Computer beobachtet und erst viel später durch Entdeckung der Gravitationswellen auch experimentell nachgewiesen.
Das Verschmelzen zweier Schwarzer Löcher galt lange Zeit als eines der kompliziertesten Fälle des Zweikörperproblems der Allgemeinen Relativitätstheorie. Diese Möglichkeit der Simulation verkürzte den Prozess der Identifikation der Ursache des Gravitationswellensignals, das am LIGO gemessen wurde, als Verschmelzung zweier Schwarzer Löcher. Dadurch, dass dieses Szenario bereits simuliert worden war, erkannten die Forscher schnell die typischen Werte dieser Verschmelzung und konnten dadurch auch die Massen und den Ort der Schwarzen Löcher in guter Näherung bestimmen.

### Gravitationsstrahlung

Die Abbildung zeigt zwei Neutronensterne, die sich sehr schnell umeinander drehen und dabei Energie in Form von Gravitationswellen aussenden. Durch den Energieverlust umkreisen sich die beiden Sterne schneller und nähern sich immer weiter

Zwei Körper, die sich gegenseitig umkreisen, senden Gravitationsstrahlung aus, wodurch die Bahnen der Objekte allmählich an Energie verlieren.
Zwei schnell umeinander rotierende Neutronensterne verlieren allmählich Energie durch Aussenden von Gravitationsstrahlung. Wenn sie Energie verlieren, kreisen sie schneller und enger umeinander.
Die Formeln, die den Energie- und Drehimpulsverlust aufgrund der Gravitationsstrahlung der beiden Körper des Keplerproblems beschreiben, wurden bereits bestimmt. Die Geschwindigkeit des Energieverlustes (gemittelt über eine komplette Umlaufbahn) ist gegeben durch
{\displaystyle -\left\langle {\frac {\mathrm {d} E}{\mathrm {d} t}}\right\rangle ={\frac {32G^{4}m_{1}^{2}m_{2}^{2}\left(m_{1}+m_{2}\right)}{5c^{5}a^{5}\left(1-e^{2}\right)^{\frac {7}{2}}}}\left(1+{\frac {73}{24}}e^{2}+{\frac {37}{96}}e^{4}\right)}.
Die Spitzklammern auf der linken Seite zeigen an, dass über einen gesamten Orbit gemittelt wird. Ähnlich zu dieser Formel ergibt sich der durchschnittliche Verlust an Drehimpuls zu
{\displaystyle -\left\langle {\frac {\mathrm {d} L_{z}}{\mathrm {d} t}}\right\rangle ={\frac {32G^{\frac {7}{2}}m_{1}^{2}m_{2}^{2}{\sqrt {m_{1}+m_{2}}}}{5c^{5}a^{\frac {7}{2}}\left(1-e^{2}\right)^{2}}}\left(1+{\frac {7}{8}}e^{2}\right).}
Die Verminderung der Umlaufzeit wird beschrieben durch
{\displaystyle -\left\langle {\frac {\mathrm {d} P_{b}}{\mathrm {d} t}}\right\rangle ={\frac {192\pi G^{\frac {5}{3}}m_{1}m_{2}\left(m_{1}+m_{2}\right)^{-{\frac {1}{3}}}}{5c^{5}\left(1-e^{2}\right)^{\frac {7}{2}}}}\left(1+{\frac {73}{24}}e^{2}+{\frac {37}{96}}e^{4}\right)\left({\frac {P_{b}}{2\pi }}\right)^{-{\frac {5}{3}}},}
wobei {\displaystyle P_{b}} die klassische Umlaufzeit ist.
Der Energie- und Drehimpulsverlust steigt signifikant an, wenn sich die Exzentrizität der Bahnen der Zahl 1 nähert. Die Abstrahlleistung steigt auch signifikant an, wenn sich die große Halbachse {\displaystyle a} des Orbits verkleinert.